# Леспаркхоз
Леспаркхоз (посёлок Леспаркхоза) — посёлок в Ленинском городском округе Московской области России.

## География
Посёлок Леспаркхоз находится около Симферопольского шоссе примерно в 5 км к западу от центра города Видное. Ближайший населённый пункт — деревня Бутово.

## История
До 2006 года посёлок входил в Булатниковский сельский округ Ленинского района, а с 2006 до 2019 года в рамках организации местного самоуправления включался в Булатниковское сельское поселение Ленинского муниципального района.
С 2019 года входит в Ленинский городской округ.

## Население
| 2002 | 2006 | 2010 |
| ---- | ---- | ---- |
| 21   | ↗32  | ↗33  |

Согласно Всероссийской переписи, в 2002 году в посёлке проживал 21 человек (10 мужчин и 11 женщин). По данным на 2005 год в посёлке проживало 32 человека.